# 出羽百観音
出羽百観音（でわひゃくかんのん）は、最上三十三観音霊場・庄内三十三観音・置賜三十三観音を総合した、東北地方を代表する100の観音巡礼。